# Carinodrillia quadrilirata
Carinodrillia quadrilirata là một loài ốc biển, là động vật thân mềm chân bụng sống ở biển trong họ Turridae.